# ستيفن وارنوك
ستيفن ديفيد وارنوك (بالإنجليزية: Stephen Warnock)، من مواليد 12 ديسمبر 1981 في أورمسكيرك في لانكشير في إنجلترا، لاعب كرة قدم إنجليزي.
بدأ مسيرته الكروية مع نادي ليفربول في عام 1998، ولعب معهم حتى عام 2007، وشارك معهم في 40 مباراة وسجل هدف واحد، وفي عام 2002 أعير إلى نادي برادفورد سيتي، ولعب معهم 12 مباراة وسجل هدف واحد، وفي موسم 2003/2004 أعير إلى نادي كوفنتري سيتي، ولعب معهم 44 مباراة وسجل 3 أهداف، وفي عام 2007 انتقل إلى نادي بلاكبيرن روفرز ولعب معهم 88 مباراة وسجل 5 أهداف، ومنذ عام 2009 وهو يلعب مع نادي استون فيلا الإنجليزي.

## مسيرته الكروية
لعب ستيفن وارنوك خلال مسيرته الاحترافية مع 10 أندية في ثلاثة وعشرون موسمًا وسجل خلالها 16 هدفًا ضمن 457 مباراة. حيث فاز في موسم واحد بالكأس ولم يفز بأي دوري.
خاض ستيفن وارنوك مسيرته مع نادي برادفورد سيتي في موسم 2002–03 في المرة الأولى لمدة موسم واحد ثم في موسم 2017–18 لمدة موسم واحد، مشاركًا طوالها في 25 مباراة سجل خلالها هدفًا واحدًا. ثم انتقل إلى نادي كوفنتري سيتي في موسم 2003–04 لمدة موسم واحد، حيث شارك في 44 مباراة سجل خلالها 3 أهداف. لينتقل بعدها إلى نادي ليفربول في موسم 2004–05 واستمر معه طيلة ثلاثة مواسم، مشاركًا في 40 مباراة سجل خلالها هدفًا واحدًا. ثم انتقل إلى نادي بلاكبيرن روفرز في موسم 2006–07 ليلعب معه أربعة مواسم، مشاركًا في 88 مباراة سجل خلالها 5 أهداف. هذا وانتقل لاحقًا إلى نادي أستون فيلا في موسم 2009–10 واستمر معه طيلة ثلاثة مواسم، مشاركًا في 84 مباراة سجل خلالها هدفين. ثم انتقل بعدها إلى نادي ليدز يونايتد في موسم 2012–13 واستمر معه طيلة ثلاثة مواسم، مشاركًا في 64 مباراة سجل خلالها 3 أهداف. ليعود وينتقل من جديد، لكن هذه المرة إلى نادي ديربي كاونتي في موسم 2014–15 ولمدة موسمين، مشاركًا في 27 مباراة ولم يسجل أي هدف. لينتقل بعدها إلى نادي ويغان أتلتيك في موسم 2015–16 ولمدة موسمين، مشاركًا في 56 مباراة ولم يسجل أي هدف أيضًا.

## روابط خارجية
- ستيفن وارنوك على موقع الاتحاد الدولي (مؤرشف)  (الإنجليزية)
- ستيفن وارنوك على موقع الاتحاد الأوربي (الإنجليزية)
- ستيفن وارنوك على موقع قاعدة بيانات كرة القدم.إي يو (الإنجليزية)
- ستيفن وارنوك على موقع ليكيب (الفرنسية)
- ستيفن وارنوك على موقع ناشيونال فوتبول تيمز (الإنجليزية)
- ستيفن وارنوك على موقع Soccerbase.com (لاعب) (الإنجليزية)
- ستيفن وارنوك على موقع Soccerway.com (الإنجليزية)
- ستيفن وارنوك على موقع عالم كرة القدم.نت (الإنجليزية)
- ستيفن وارنوك على موقع كووورة